# Shin Dong-hyuk
Shin Dong-hyuk (nacido el 19 de noviembre de 1982 como Shin In Geun) es un desertor norcoreano y activista humanitario con residencia en Corea del Sur. Es la única persona en haber escapado de Corea del Norte habiendo nacido en un campo de trabajo, y también la única en haber escapado tras vivir en un campo de "control total", el campo 14. Su caso saltó a la fama tras la publicación del libro Evasión del Campo 14, escrito por el periodista estadounidense Blaine Harden, antiguo corresponsal del Washington Post en el noreste asiático. En él, Harden describe la vida de Shin en el campo, su huida del mismo, su huida del país hacia China y su travesía hasta conseguir evadirse a Corea del Sur.
Tras su escape, Shin ha dado multitud de conferencias sobre su vida en el campo 14, con el objetivo de concienciar sobre el régimen dictatorial de su país y las condiciones de trabajos forzados en campos de concentración en Corea del Norte. Ha sido descrito como "la voz más fuerte" sobre las atrocidades que se cometen en Corea del Norte por un miembro del comité de las Naciones Unidas sobre el estado de los derechos humanos en el país asiático.

## Biografía

### Infancia
Shin Dong-hyuk nació como Shin In Geun en el campo de prisioneros de Kaechon, comúnmente conocido como campo 14, como el segundo hijo de dos prisioneros a los que se les concedió el derecho a casarse y tener descendencia gracias a su buen comportamiento y sus buenas dotes de trabajo en el campo, aunque ni su madre ni su padre tuvieron mucho que decir a la hora de decidir con quién se casarían. El padre de Shin, Shin Gyung Sub, le dijo a Shin que se le permitió casarse con su madre, Jang Hye-gung, por su buen hacer como operario de un torno de metal en el taller del campo. Shin vivió con su madre hasta que cumplió 12 años. Nunca vio mucho a su padre, ya que éste vivía en otra parte del campo y sólo visitaba a la familia unas pocas veces al año. Según Shin, él veía a su madre como una potencial competidora a la hora de conseguir raciones de comida, y por tanto no poseía ningún tipo de afecto hacia ella, su padre o su hermano mayor, Shin He Geun. Del mismo modo, su madre solía pegarle fuertes palizas cuando Shin intentaba robarle la comida durante sus primeros años de vida, ya que las raciones que recibían eran siempre escasas. Nunca tuvo una relación fluida con su hermano dada la diferencia de ocho años que había entre ellos.
Varios años antes de su nacimiento, un tío paterno de Shin escapó a Corea del Sur, por lo que el resto de su familia fue condenada a vivir en campos de concentración, incluido el padre de Shin. Según la política de las "tres generaciones de castigo" del gobierno norcoreano, si una persona comete un crimen de semejante calibre toda su familia se verá obligada a vivir en un campo de concentración y el castigo se prolongará durante tres generaciones.
Según Blaine Harden, Shin fue al colegio de primaria y secundaria cuando estaba en el campo. Su educación no incluía propaganda ni cualquier tipo de información básica sobre Corea del Norte, así como nada relacionado con el culto a la personalidad a Kim Il-sung o Kim Jong-il. El campo 14 posee dentro de sus vallas una presa hidroeléctrica, minas, granjas y fábricas en las que los prisioneros eran obligados a trabajar. La madre de Shin vivía en una casa con varias habitaciones en el "pueblo modelo" del campo, junto con otras madres con hijos.
Shin sufrió actitudes considerablemente violentas y presenciaba docenas de ejecuciones todos los años. Perdió la punta del dedo corazón de su mano derecha por destrozar accidentalmente una máquina de coser y presenció abusos violentos hacia adultos y niños, violaciones y la muerte de varios prisioneros por inanición, accidentes laborales, enfermedades o torturas. En el campo, Shin aprendió a sobrevivir bajo cualquier concepto, para lo cual tuvo que comer ratas, insectos y ranas, así como delatar a los compañeros de campo que habían infringido las normas.

### Intento de huida de su madre y su hermano
Cuando tenía 13 años, Shin escuchó a escondidas cómo su madre y su hermano mayor planeaban escapar del campo. Tal y como rigen las normas del campo, Shin se lo contó al guardián de su escuela con el objetivo de conseguir una mayor ración de comida como recompensa. Sin embargo, el guardián de la escuela mintió y se quedó con el mérito, y en lugar de ser recompensado, Shin fue enviado a una celda y torturado durante cuatro días por guardas del campo para obtener más información de él, al creer ellos que Shin también formaba parte del plan de huida. Según relata Shin, los guardas le clavaron un gancho en la piel, le aferraron las muñecas y tobillos a unos grilletes en el techo y encendieron una hoguera debajo de él, de modo que Shin colgaba con la espalda curvada justo encima de la hoguera. Este método de tortura le provocó a Shin graves quemaduras y heridas, cuyas cicatrices aún conserva. Tras ello, fue encerrado en una pequeña celda de cemento durante siete meses, tras lo cual fue obligado a presenciar junto con su padre, que también había sido arrestado, la ejecución de su madre y su hermano.
En un principio, Shin sintió que tanto su madre como su hermano se merecían el destino que habían corrido por haber roto las reglas del campo, no haberle incluido a él en el plan de escape y haber provocado que le torturaran y le encerraran durante siete meses. Posteriormente, Shin reconoció que se sentía avergonzado por su conducta y que se arrepentía de haber tenido malos pensamientos hacia su madre y hermano. Tal era la vergüenza de Shin ante este hecho que, después de llegar a Corea del Sur, dio una versión más benevolente de los hechos en la que no reconocía que había sido él mismo el que les había delatado. En una entrevista para el programa estadounidense 60 minutos, de la CBS, Shin reconoció que "si pudiera estar con mi madre y mi hermano a través de una máquina del tiempo, volvería atrás y me disculparía ante ellos".

### Huida con Park
Mientras trabajaba en una fábrica textil en el campo, Shin se hizo amigo de un prisionero de 40 años de Pyongyang apellidado Park, un hombre culto que había estado fuera de Corea del Norte. Park le reveló cosas del mundo exterior, sobre todo historias sobre la comida de otros países en los que había estado, algo de lo que Shin disfrutaba particularmente. Según cuenta Shin en el libro escrito por Harden, había comido durante prácticamente toda su vida una mezcla de sopa de repollo y gachas de maíz con sal, complementado de vez en cuando con insectos o ratas que él mismo cazaba. Se sentía entusiasmado por la idea de comer tanto como él quisiera, algo que consideraba que era la esencia de la libertad. "Aún creo que la libertad es pollo asado", declaró después de huir.
Shin decidió escapar con Park. Juntos construyeron un plan en el que Shin poseía información de cómo funcionaba el campo y Park poseía el conocimiento sobre cómo escapar del país una vez estuvieran fuera del campo. El 2 de enero de 2005, ambos fueron asignados para recolectar madera en una zona cercana a la valla electrificada, en lo alto de una colina de unos 370 metros. Sabiendo los largos intervalos entre las guardias en el campo, ambos esperaron a perder de vista a los guardianes para correr hacia la valla. Shin describió cómo, corriendo él delante de Park, se resbaló por culpa del hielo en el terreno haciendo posible que Park le adelantara y llegara primero a la valla. Al intentar escalarla, Park se electrocutó y murió instantáneamente, su cuerpo combó la valla y Shin trepó por encima de él para escapar del campo. Shin reconoció que si no se hubiese resbalado en el hielo, habría llegado él primero a la valla y posiblemente habría muerto él primero. Aun así, Shin sufrió heridas por electrocución en sus tobillos que tardaron semanas en cicatrizar.

### Fuera del campo
Tras escapar, Shin descendió por la colina helada y encontró una granja, en la que robó un uniforme militar. Gracias a este uniforme fue capaz de camuflarse como uno de los muchos soldados que hay en Corea del Norte. Shin fue capaz de sobrevivir robando comida y vendiéndola para conseguir billetes de tren que le llevasen a la frontera. Finalmente, consiguió atravesar la frontera con China cruzando el río Tumen después de sobornar a los guardas fronterizos con comida y cigarrillos. Al otro lado de la frontera consiguió trabajo con un granjero de origen coreano primero y con un porquero chino después, antes de marcharse a Pekín por miedo a los guardas chinos, que podían deportarle si le detectaban. Tras vagabundear por varias ciudades chinas buscando trabajo, Shin conoció a un periodista en Shanghái que le llevó a la embajada surcoreana en esta ciudad. Tras ello, Shin voló a Corea del Sur para ser sometido a un amplio cuestionario para determinar si era un espía norcoreano o un asesino. Después de esto, su historia llegó a la prensa surcoreana y publicó unas memorias en coreano que no tuvieron mucho éxito.

### Después de Corea del Norte
Shin se mudó a California, se cambió el nombre a Shin Dong-hyuk en un intento de "reinventarse como hombre libre" y trabajó para Liberty in North Korea, una organización sin ánimo de lucro que trabaja para la recuperación de los derechos humanos en el país y proporciona ayuda a refugiados norcoreanos. Shin se mudó de nuevo a Corea del Sur para luchar por la desaparición de los campos de concentración en Corea del Norte.
En agosto de 2013, Shin declaró durante varias horas ante la primera comisión de investigación de las Naciones Unidas sobre abusos contra los derechos humanos en Corea del Norte. Un miembro de la comisión describió a Shin como "la voz más fuerte del mundo" contra las atrocidades cometidas en los campos de Corea del Norte.
Shin describió su vida personal en Corea del Sur en una entrevista con el periódico Financial Times: "En realidad no sé nada sobre música. No sé cantar y no siento ninguna emoción cuando escucho música. Pero sí que veo muchas películas y la que más me conmueve es La lista de Schindler". Sobre la comida dice: "Sé que todo está delicioso. Me fijo en los colores y en la manera en que se presenta la comida en el plato pero es muy difícil elegir. Cuando llegué por primera vez a Corea del Sur, era tan codicioso que solía pedir demasiada comida. Ahora intento pedir sólo la cantidad que pueda comer". Aunque Shin vive en Corea del Sur, fue adoptado informalmente por una pareja del estado de Ohio cuando estaba en los Estados Unidos. Dice que todavía mantiene la relación con ellos: "Tengo una buena relación con mis padres adoptivos estadounidenses. Hablo con ellos a menudo. Cuando tengo vacaciones les hago una visita. Pienso que son buenos padres e intento actuar como un buen hijo".
En diciembre de 2013 escribió una carta abierta en el Washington Post para el baloncestista estadounidense Dennis Rodman, que estaba de visita en Corea del Norte visitando a su "amigo de por vida" Kim Jong-un.
Shin escribió en su carta: 
"Estimado Sr. Rodman:
Nunca le he conocido, y hasta que visitó Corea del Norte en febrero nunca había oído hablar de usted. Ahora sé muy bien que es usted un famoso jugador de baloncesto estadounidense retirado con muchos tatuajes. También sé que regresa esta semana a Corea del Norte para entrenar baloncesto y quizás visitar por tercera vez al dictador del país, Kim Jong Un, que se ha convertido en su amigo.
Quiero hablarle de mí. Nací en 1982 en el Campo 14, una prisión política en las montañas de Corea del Norte. Durante más de 50 años, Kim Jong Un, su padre y su abuelo han utilizado prisiones como el Campo 14 para castigar, matar de hambre y hacer trabajar hasta la muerte a personas que el régimen decide que son una amenaza. Los prisioneros son enviados a lugares como el Campo 14 sin juicio y en secreto. El "delito" de un preso puede ser su parentesco por consanguinidad con alguien que el régimen considera un malhechor o un malpensado. Mi delito fue nacer como hijo de un hombre cuyo hermano huyó a Corea del Sur en la década de 1950.
Puedes ver imágenes por satélite del campo 14 y de otros cuatro campos de trabajo en tu smartphone. En este mismo momento, hay gente muriéndose de hambre en esos campos. Otros son golpeados, y pronto alguien será ejecutado públicamente como lección para que los demás prisioneros trabajen duro y obedezcan las normas. Crecí viendo estas ejecuciones, incluido el ahorcamiento de mi madre.
Por orden de los guardias del campo 14, los reclusos son obligados a casarse y a crear hijos que serán criados por los guardias para que sean esclavos desechables. Hasta que escapé en 2005, yo era uno de esos esclavos. Mi cuerpo está cubierto de cicatrices de las torturas que sufrí en el campo.
Sr. Rodman, si quiere saber más sobre mí, le enviaré un libro sobre mi vida, "Escape From Camp 14". Junto con las historias de muchos otros supervivientes del campo, mi relato ayudó a persuadir a las Naciones Unidas para que creara una comisión de investigación que ahora está investigando las atrocidades contra los derechos humanos en mi país. Yo fui el "testigo número uno". El año que viene, las conclusiones de la comisión podrían obligar al Consejo de Seguridad de la ONU a decidir si aprueba un juicio en el Tribunal Penal Internacional contra la familia Kim y otros funcionarios norcoreanos por crímenes contra la humanidad.
Resulta que tengo más o menos la misma edad que su amigo Kim Jong Un. Pero si le preguntas por mí, es probable que se refiera a mí como "escoria humana". Así es como su prensa, controlada por el Estado, se refiere a mí y a todos los demás norcoreanos que se han arriesgado a morir huyendo del país. Probablemente tu amigo también negará que exista el campo 14, que es la postura oficial de su gobierno. Si lo hace, puede mostrarle fotos del mismo en su teléfono.
Sr. Rodman, no puedo atreverme a decirle que cancele su viaje a Corea del Norte. Es su derecho como estadounidense viajar a donde quiera y decir lo que quiera. Es su derecho beber vinos de lujo y divertirse en fiestas lujosas, como al parecer hizo en sus anteriores viajes a Pyongyang. Pero mientras se divierte con el dictador, por favor, intente pensar en lo que él y su familia han hecho y siguen haciendo. La semana pasada, Kim Jong Un ordenó la ejecución de su tío. Imágenes de satélite recientes muestran que algunos de los campos de trabajo del Norte, incluido el Campo 14, podrían estar ampliándose. El Programa Mundial de Alimentos de la ONU afirma que cuatro de cada cinco norcoreanos pasan hambre. La malnutrición grave ha impedido el crecimiento y la capacidad cognitiva de cientos de miles de niños. Las jóvenes norcoreanas que huyen del país en busca de alimentos suelen ser vendidas a redes de trata de seres humanos en China y otros países.
Le escribo, señor Rodman, porque, más que nada, quiero que Kim Jong Un escuche los gritos de su pueblo. Tal vez usted podría utilizar su amistad y el tiempo que pasan juntos para ayudarle a entender que tiene el poder de cerrar los campos y reconstruir la economía del país para que todo el mundo pueda permitirse comer.
Ninguna dictadura es eterna. La libertad llegará a Corea del Norte algún día. Cuando llegue, mi deseo es que usted haya contribuido, de alguna manera, a que se produzca el cambio. Termino esta carta con la esperanza de que puedas utilizar tu amistad con el dictador para ser amigo del pueblo norcoreano."

## Libros y película
En 2012, el periodista Blaine Harden publicó Escape from Camp 14: One Man's Remarkable Odyssey From North Korea to Freedom in the West, traducido al español como Evasión del Campo 14. Del infierno de un campo de concentración en Corea del Norte a la libertad, basado en entrevistas con Shin. El libro revela, entre otras cosas, que fue Shin el que delató a su madre y su hermano sobre su plan de escape, un hecho que no había incluido en relatos anteriores.
El director ejecutivo del Comité estadounidense para los derechos humanos en Corea del Norte, Greg Scarlatoiu, dijo que el libro había tenido un papel importante a la hora de fomentar la conciencia pública sobre los campos de concentración norcoreanos.
El documental alemán Camp 14: Total Control Zone, dirigido por Marc Wiese, fue publicado en 2012. En él se incluye una entrevista con Shin y dos antiguos oficiales norcoreanos: el primero, Kwon Hyuk, fue un guardia en el campo 22 y sacó a la luz grabaciones amateur (las únicas grabaciones que se conocen del campo 22), y el segundo, Oh Yang-nam, fue un policía secreto que arrestaba a gente que era enviada a los campos.
El 2 de diciembre de 2012 Shin concedió una entrevista al programa 60 minutos de la CBS norteamericana en la que contaba su historia en el campo 14. Shin dijo que "cuando veo vídeos del Holocausto se me saltan las lágrimas. Creo que todavía estoy evolucionando de animal a hombre".

## Críticas
Blaine Harden comenta que, "obviamente, no hay ninguna manera de confirmar lo que él estaba diciendo. Shin era la única fuente de información disponible sobre su infancia". Sin embargo, Harden clarificó que "la historia ha sido aprobada y sonaba sincera a supervivientes de otros campos de concentración norcoreanos, investigadores, activistas de derechos humanos y al gobierno surcoreano".
Según Harden, la historia que confesó al servicio de inteligencia surcoreano y que relató en sus memorias sobre la muerte de su madre y su hermano es falsa. "Shin dijo que había estado mintiendo sobre la huida de su madre. Se inventó la historia justo antes de llegar a Corea del Sur". Shin había dicho anteriormente que no tenía conocimiento previo del plan. En su nueva versión, reconoció que había informado del plan de su madre y su hermano, lo que resultó en sus ejecuciones. Le confesó a Harden que eso "habría dañado su credibilidad como testigo", aunque dijo que se inventó la historia porque estaba "aterrorizado ante una respuesta negativa, que la gente me preguntase '¿eres un ser humano?'". Felix Abt, un hombre de negocios que ha trabajado en Corea del Norte, argumenta que la historia cambiante de Shin demuestra la falta de verificabilidad de las historias de desertores norcoreanos.
En 2012, cuando las Naciones Unidas preguntaron al gobierno norcoreano por la situación del padre de Shin Dong-hyuk, Corea del Norte respondió diciendo que tal persona no existía. Posteriormente en 2014, después de identificar a Shin como Shin In Geun, el gobierno norcoreano produjo un vídeo en el que se ve al padre de Shin y a conocidos suyos criticándole. En el vídeo se afirma que Shin había trabajado en una mina en el campo y que había huido después de ser acusado de violar a una niña de 13 años. También se afirma que él había estado extendiendo "información ridículamente falsa" sobre derechos humanos. Shin confirmó que el hombre era su padre pero negó las alegaciones. Shin dijo que él creía que el gobierno estaba mandándole un mensaje para que se estuviese callado sobre los abusos de derechos humanos o su padre moriría, reteniendo a su padre como rehén.